# سمیلوویتسه (ناحیه ملادا بولسلاف)
سمیلوویتسه (به چکی: Smilovice) یک منطقهٔ مسکونی در جمهوری چک است که در ناحیه ملادا بولسلاو واقع شده‌است.